# L'assemblea
L'assemblea è stato un programma televisivo italiano di genere talk show, andato in onda nella stagione 2001-2002 il sabato pomeriggio su Italia 1, a partire dal 6 ottobre 2001 con cadenza settimanale.
Il format della trasmissione era molto simile a quello di Generazione X, andato in onda tra il 1995 e il 1996, il quale condivideva con L'assemblea anche la conduttrice, Ambra Angiolini.

## Il programma
L'assemblea, in onda di sabato inizialmente alle 17.30 e in seguito alle 15.30, affrontava temi di attualità come le droghe leggere, l'orientamento sessuale, la pillola del giorno dopo: a volte venivano anche commentati fatti di cronaca. A discutere di tutto questo era un gruppo di 100 ragazzi dai 15 ai 18 anni che componeva l'assemblea e doveva, a fine puntata, emanare un "decreto" sul dibattito del giorno. I ragazzi erano divisi in tre settori come in un parlamento: i "pro", i "contro" e gli "indecisi". Per cercare di indirizzare quest'ultimi verso una posizione definita venivano mandati in onda due filmati che esprimevano rispettivamente le posizioni dei pro e dei contro, e venivano ascoltati in studio degli ospiti vip (tra i tanti anche il dj Linus nella puntata riguardante l'abbassamento dell'età a sedici anni per la patente di guida). Al termine del programma, tramite un voto dei partecipanti dell'assemblea si promulgava la legge "in nome dell'Assemblea di Italia 1".